# جورج جونسون (سياسي)
جورج جونسون هو طبيب وسياسي كندي، ولد في 18 نوفمبر 1920 في كندا، وتوفي في 8 يوليو 1995 في نفس البلد. حزبياً، نشط في الحزب الكندي التقدمي المحافظ. وقد انتخب عضو المجلس التنفيذي لمانيتوبا ‏ وانتخب Lieutenant Governor of Manitoba ‏.
1. ↑   {{استشهاد ويب}}: استشهاد فارغ! (مساعدة)